# Grønlands Kommando
Grønlands Kommando var beliggende i Kangilinnguit (dansk: Grønnedal) i bunden af Arsuk Fjord i Ivittuut Kommune. Grønlands Kommando var underlagt Forsvarskommandoen, og chefen for Grønlands Kommando var direkte underlagt forsvarschefen. Den sidste chef for Grønlands Kommando var kontreadmiral Henrik Kudsk. Grønlands Kommando blev pr. 31. oktober 2012 fusioneret med Færøernes Kommando til Arktisk Kommando.
Grønlands Kommandos hovedopgave i Grønland i fredstid omfattede overvågning og suverænitetshævdelse. Opgaverne løstes i kraft af forsvarets permanente tilstedeværelse i området året rundt med skibe, fly, Slædepatruljen Sirius mv.
Ud over Grønlands Kommandos mere militære opgaver løstes endvidere en lang række civile opgaver. Det var fx fiskeriinspektion, eftersøgnings- og redningstjeneste, maritim bekæmpelse af forurening til søs, bistand til politi, told- og skattevæsen, redningsberedskabet og sygehusvæsenet m.fl., støtte til videnskabelige aktiviteter, udsendelse af navigationsadvarsler på vegne af Farvandsvæsenet, opmåling til søs og støtte til det grønlandske lokalsamfund, hvor Grønlands Kommando var ansvarlig for lægebetjeningen af beboerne i Arsuk bygd.
Skibe, fartøjer og kuttere under Grønlands Kommando anvendtes desuden til isbrydning i havne samt til isolerede bygder, så forsyningen til disse kunne opretholdes. Desuden blev driften varetaget af postkontoret 3930 Kangilinnguit, toldfunktionerne i Kangilinnguit på vegne af Grønlands Hjemmestyre og driften af landingspladsen til helikoptere på vegne af Air Greenland A/S.
I spændingsperioder løstes principielt de samme opgaver som i fredstid, men der blev lagt afgørende vægt på overvågning og suverænitetshævdelse. I krigstid prioriteres de rent forsvarsmæssige opgaver. Forsvaret af Grønland udførtes i samarbejde med allierede styrker.

## Skibe og fly
Grønlands Kommando disponerede over et inspektionsskib udstyret med en helikopter, der kunne operere i hele Grønlands fiskeriterritorium, to inspektionsfartøjer af Knud Rasmussen-klassen og inspektionskutteren Tulugaq, som hovedsageligt opererer indenskærs på vestkysten, i Davis Strædet samt i Baffin Bugten. Søopmålingen i Grønland råder over to specielle fartøjer til opmåling til søs.
Desuden disponerede Grønlands Kommando i perioder over Luftgruppe Vest, der har et fly stationeret i Kangerlussuaq. Luftgruppe Vest udfører flyvninger i det grønlandske område, primært med henblik på overvågning og suverænitetshævdelse samt fiskeriinspektion. Endvidere indsættes Luftgruppe Vest ved eftersøgnings- og redningsaktioner samt ved transport af patienter og organer, hvor et civilt alternativ ikke er tilstrækkeligt.

## Enheder på land
Slædepatruljen Sirius, der har hovedkvarter i Daneborg, udfører suverænitetshævdelse og overvågning af Grønlands nord- og østkyst samt i Nationalparken i Nord- og Østgrønland. Patruljen har politimyndighed i nationalparken.
På forsvarsområdet ved Thule Air Base havde Grønlands Kommando placeret et forbindelseselement, der varetog den daglige forbindelse til de amerikanske myndigheder på stedet. Desuden var officeren Danmarks repræsentant i området.
På Station Nord er stationeret en mindre styrke, hvis opgave bl.a. består i at holde landingsbanen åben hele året til støtte for forsvarets operationer i Nordøstgrønland, herunder slædepatruljen Sirius, samt bistand til videnskabelige aktiviteter.
I Mestersvig opretholder forsvaret en vagt, der bl.a. fører tilsyn med området samt støtter slædepatruljen Sirius, og yder bistand til videnskabelige aktiviteter.

## Fiskeriinspektion
I forbindelse med fiskeriinspektion havde Grønlands Kommando og Grønlands Fiskerilicenskontrol (GFLK) et snævert samarbejde omkring fiskefartøjernes pligt til at rapportere ankomst, afgang og fangstmængder.
Forsvarets fiskeriinspektion fører tilsyn med, at de fartøjer der fisker på det grønlandske fiskeriterritorium, overholder de love og bekendtgørelser, der gælder for fiskeriet. I den forbindelse har undersøgelsesskibe fra forskellige nationer haft tilladelse til at gennemføre videnskabelige undersøgelsessejladser og forsøgsfiskeri på det grønlandske fiskeriterritorium.
I forbindelse med fiskeriinspektionens kontrolbesøg om bord på fiskefartøjer kontrolleres fartøjernes fangst og fangstredskaber, skibspapirer mv. Der blev i 2004 gennemført 94 kontrolbesøg, som resulterede i 34 sager eller påtaler.

## Eftersøgnings- og redningstjeneste
Ansvaret for ledelse af eftersøgnings- og redningstjenesten inden for grønlandsk område, Search and Rescue Region Greenland (SSR Grønland), er tredelt mellem Arktisk Kommando, Politimesteren i Grønland og Statens Luftfartsvæsen.
Ved Grønlands Kommando var oprettet Maritime Rescue Coordination Center Grønnedal (MRCC Grønnedal), som var ansvarlig for koordinering og ledelse af redningstjenesten til søs. Politimesteren i Grønland er ansvarlig for ledelsen af eftersøgnings- og redningsoperationer af mindre omfang i lokale og kystnære områder samt eftersøgnings- og redningstjenesten på land.
Flyveredningstjenesten ledes af Statens Luftfartsvæsen gennem Rescue Coordination Center Sønderstrøm/Kangerlussuaq (RCC Sønderstrøm), der er ansvarlig for eftersøgning og redning af ombordværende fra nødstedte fly, uanset om hjælpen ydes fra luften, på søen eller til lands.
Et led i den forebyggende eftersøgnings- og redningstjeneste består af et meldesystem, GREENPOS, som forpligter ethvert skib på rejse til og fra Grønland til at melde sin position, når det befinder sig inden for Grønlands økonomiske zone.
MRCC Grønnedal var i 2004 engageret i 80 redningsoperationer til søs. Af disse deltog forsvarets enheder aktivt i 32 af aktionerne.

## Farvandsvæsenet
Farvandsvæsenets hovedopgave i Grønland er at sikre besejlingen af grønlandske farvande gennem etablering og opretholdelse af afmærkning til vejledning for sejladsen. Desuden udføres opmåling til søs og udsendelse af navigationsadvarsler i nært samarbejde med Arktisk Kommando. Opmålingsfartøjerne, der er hjemmehørende i Kangilinnguit, udfører opmåling til søs ud fra en prioritering, der er drøftet med bl.a. Grønlands Hjemmestyre.

## Fodnoter og eksterne henvisninger
1. ↑  Forsvaret.dk/GLK/historie
2. ↑  Dronningen åbnede Arktisk Kommando i Nuuk dr.dk 31. okt. 2012

- Forsvaret.dk/GLK

|  | Denne artikel kan blive bedre, hvis der indsættes geografiske koordinater Denne artikel omhandler et emne, som har en geografisk lokation. Du kan hjælpe ved at indsætte koordinater i wikidata. |